# Municipio de Auburn (condado de Clark)
El municipio de Auburn (en inglés: Auburn Township) es un municipio ubicado en el condado de Clark en el estado estadounidense de Illinois. En el año 2010 tenía una población de 242 habitantes y una densidad poblacional de 5,91 personas por km².

## Geografía
El municipio de Auburn se encuentra ubicado en las coordenadas 39°22′45″N 87°48′18″O / 39.37917, -87.80500. Según la Oficina del Censo de los Estados Unidos, el municipio tiene una superficie total de 40.97 km², de la cual 40,9 km² corresponden a tierra firme y (0,18 %) 0,07 km² es agua.

## Demografía
Según el censo de 2010, había 242 personas residiendo en el municipio de Auburn. La densidad de población era de 5,91 hab./km². De los 242 habitantes, el municipio de Auburn estaba compuesto por el 98,76 % blancos, el 0,41 % eran asiáticos, el 0,41 % eran de otras razas y el 0,41 % eran de una mezcla de razas. Del total de la población el 0,83 % eran hispanos o latinos de cualquier raza.